# Жем
Жем (каз. Жем) — місто у складі Мугалжарського району Актюбінської області Казахстану. Адміністративний центр та єдиний населений пункт Жемської міської адміністрації.
Населення — 1355 осіб (2021; 1936 у 2009, 1142 у 1999).
За 2 км на південь від міста розташоване колишнє летовище Карась.
Місто засновано 7 травня 1960 року як табір майбутнього військового полігону. Пізніше військове містечко отримало назву Емба-5. 1999 року російські війська були виведені з полігону, 2000 року місто перейменовано в сучасну назву.